# Vicars Island (Antarktika)
Vicars Island ist eine kleine unbewohnte, schneebedeckte Insel etwa 3,7 km vor der Küste des ostantarktischen Enderbylands. 
Teilnehmer der British Australian and New Zealand Antarctic Research Expedition (1929–1931) unter Leitung des australischen Polarforschers Douglas Mawson entdeckten sie am 12. Januar 1930. Mawson benannte sie nach Vicars Woollen Mill, einem Textilunternehmen aus Marrickville in New South Wales, das der Expedition Stoff für Uniformen geschenkt hatte.